# Rđavica
Rđavica (izvirno srbsko Рђавица) je naselje v Srbiji, ki upravno spada pod Občino Surdulica; slednja pa je del Pčinjskega upravnega okraja.

## Demografija
V naselju živi 38 polnoletnih prebivalcev, pri čemer je njihova povprečna starost 57,6 let (56,9 pri moških in 58,3 pri ženskah). Naselje ima 22 gospodinjstev, pri čemer je povprečno število članov na gospodinjstvo 1,82.
To naselje je popolnoma srbsko (glede na rezultate popisa iz leta 2002).
|  |

| Demografija | Demografija     | Demografija     |
| Leto        | Št. prebivalcev | Št. prebivalcev |
| ----------- | --------------- | --------------- |
|             |                 |                 |
|             |                 |                 |
|             |                 |                 |
|             |                 |                 |
| 1948        | 295             |                 |
| 1953        | 382             |                 |
| 1961        | 271             |                 |
| 1971        | 268             |                 |
| 1981        | 160             |                 |
| 1991        | 87              | 87              |
| 2002        | 40              | 40              |
|             |                 |                 |

| Etnična sestava po popisu iz leta 2002 | Etnična sestava po popisu iz leta 2002 | Etnična sestava po popisu iz leta 2002 | Etnična sestava po popisu iz leta 2002 | Etnična sestava po popisu iz leta 2002 |
| -------------------------------------- | -------------------------------------- | -------------------------------------- | -------------------------------------- | -------------------------------------- |
| Srbi                                   | Srbi                                   |                                        | 40                                     | 100,0%                                 |
| Neznano                                | Neznano                                |                                        | 0                                      | 0,0%                                   |